# رنو مستر
رنو مستر از خودروهای ون کلاس متوسط-بالا است که از سال ۱۹۸۰ توسط خودروسازی فرانسوی، رنو تولید می‌شود. تاکنون سه نسل از این خودروها تولید شده در استایل‌ها و سایزهای متفاوتی تولید شده است.

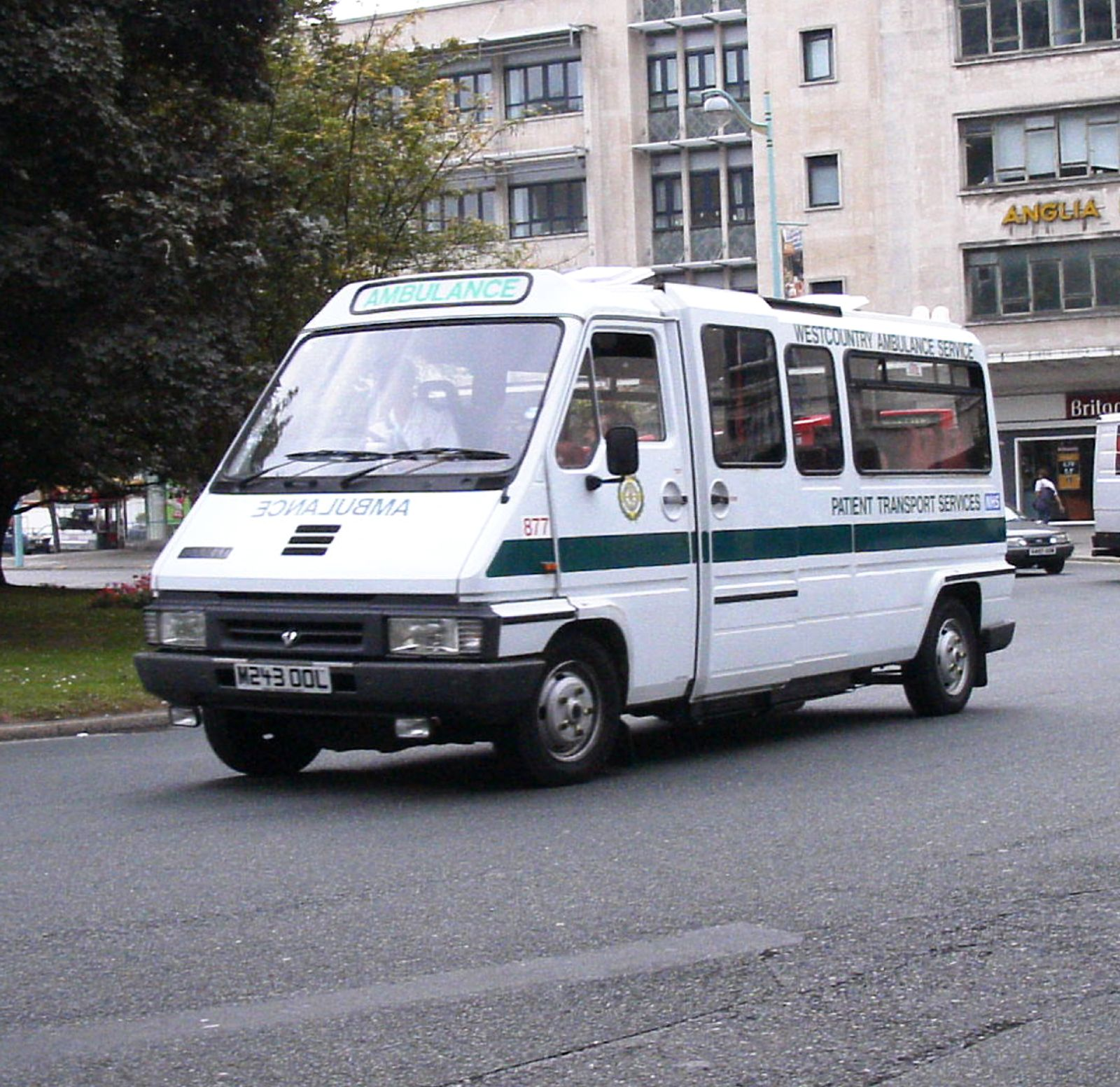
رنو مستر (نسل اول)
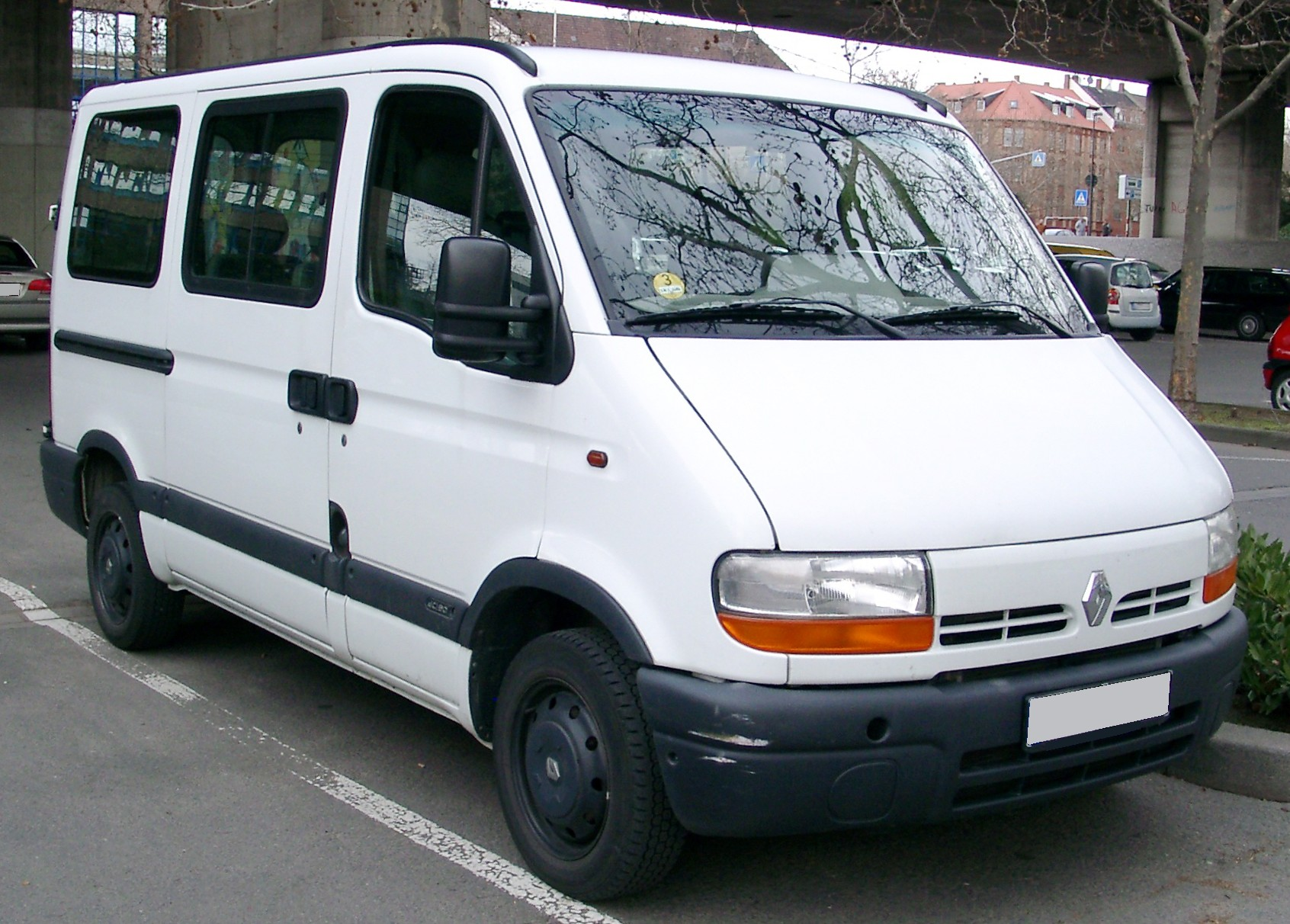
رنو مستر (نسل دوم)
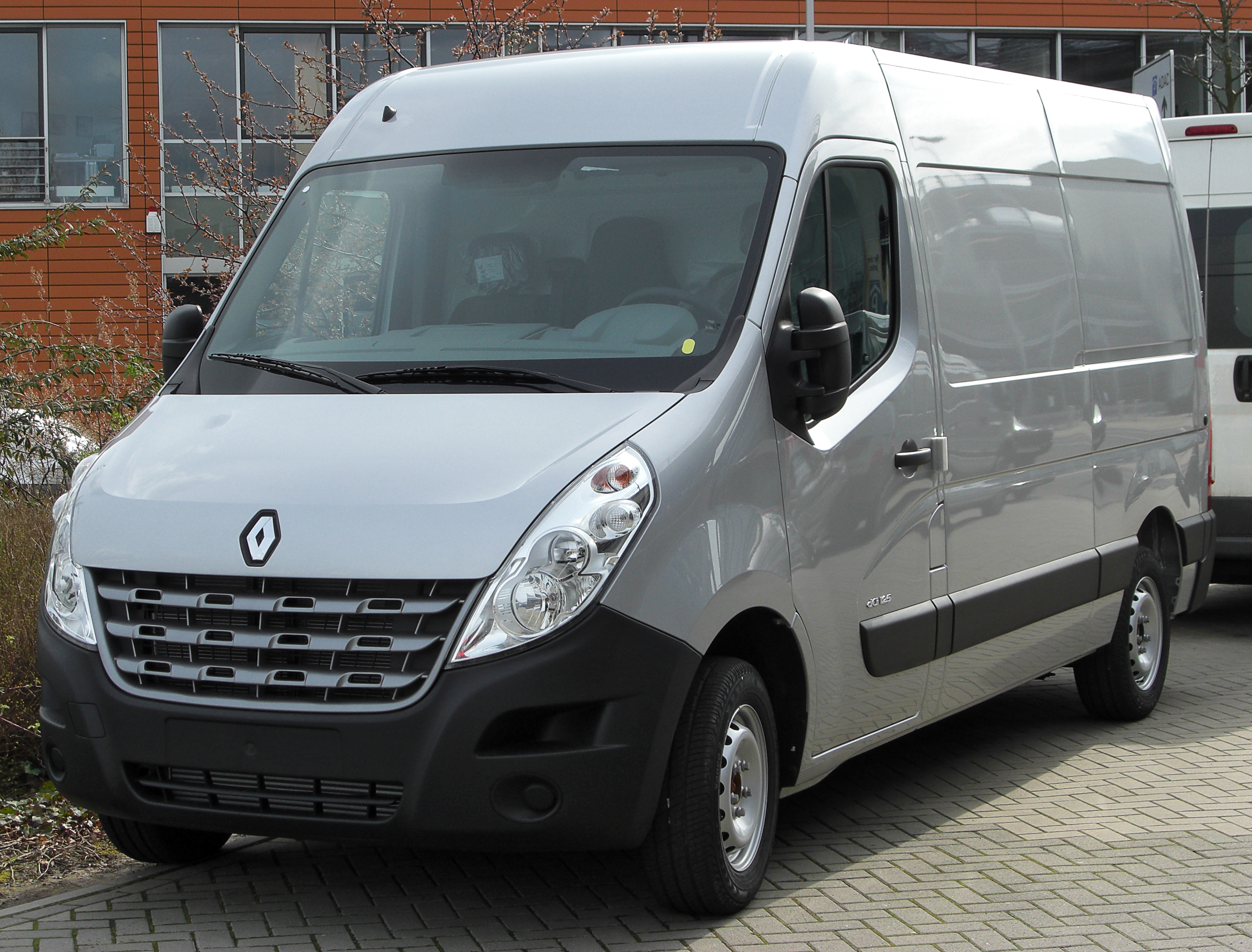
رنو مستر (نسل سوم)